# 生存之民工

电视剧海报

《生存之民工》，是中国大陆于2005年播出的一部电视剧。原名“民工”，因与同期拍摄电视剧《民工》，题材相同，片名相同，所以改为现在的名字。该作主要讲述当时的农民工的一些问题。

## 制作人员
- 出品人：赵国光、生晓东
- 总制片人：韩志君、郭廓
- 总监制：蓝军、刘惠燕、周莉、梁志祥
- 制片人：管虎、徐晔
- 总导演：管虎
- 导演：康宁

## 演员名单
- 陶泽如饰陆长有
- 丁勇岱饰老　杜
- 马少骅饰谢老大
- 孙　松饰王家才
- 雪　村饰李海平
- 王　希饰桔　子
- 黄　渤饰薛　六
- 王　毅饰杨志刚
- 高秀敏饰录像厅老板